# Jean Hale
Jean Hale (Salt Lake City, Utah; 27 de diciembre de 1938-Santa Mónica, 3 de agosto de 2021) fue una actriz estadounidense.

## Carrera profesional
En el cine, Hale interpretó a Miriam Stark en Taggart, Cheryl Barker en The Oscar, Myrtle en The St. Valentines' Day Massacre y Lisa en In Like Flint. También apareció en varios programas de televisión en 1960, como: The Alfed Hitchcock Hour, Batman, Bob Hope Presents the Chrysler Theatre, Bonanza, El fugitivo, Hawaii Five-O, McHale's Navy, Perry Mason (en ambos papeles interpretó al cliente de Perry), Mi marciano favorito, El virginiano, Hogan's Heroes y The Wild Wild West.

## Vida personal
Jean Hale contrajo matrimonio con Dabney Coleman en 1961. Tuvieron tres hijos (Quincy, Randy y Kelly Johns), y se divorciaron en 1983.